# Rhopalocarpus parvifolius
Rhopalocarpus parvifolius là một loài thực vật có hoa trong họ Sphaerosepalaceae. Loài này được (Capuron) G.E.Schatz, Lowry & A.-E.Wolf miêu tả khoa học đầu tiên năm 1999.